# Rosemary Edghill
Rosemary Edghill (1956) é uma editora e escritora eatadunidense, tendo como gênero principal a ficção científica e fantasia, embora tenha iniciado com romances sobre princesas.
Além das obras escritas sozinhas, também participou de parcerias, como na série Bedlam's Bard, com Mercedes Lackey..